# Greg Joswiak
Greg "Joz" Joswiak, est un dirigeant d’entreprise américain qui occupe le poste de vice-président principal du marketing mondial chez Apple Inc,. Il a remplacé Phil Schiller, qui occupait un poste similaire, en 2020. En tant que responsable marketing pour l’entreprise, il supervise le marketing des iPads, iPhones, MacBooks et services tels que Apple TV+. Pour Apple, Joswiak "a joué un rôle essentiel dans le développement et le lancement de l’iPod et de l’iPhone originaux".

## Début de la vie et carrière
Joswiak a obtenu un diplôme en génie informatique de l’université du Michigan en 1986. En juin 1986, il rejoint Apple où il travaille sur les premiers ordinateurs Macintosh et soutient des développeurs tiers pour la plate-forme Mac. Joswiak a travaillé à la commercialisation des produits iPod, iPhone et iPad.